# Гавришин, Анатолий Иванович
Анатолий Иванович Гавришин (род. 1940) — советский учёный, профессор, доктор геолого-минералогических наук.
Профессор Южно-Российского государственного технического университета Гавришин развил основы учения о качестве геохимической информации, разработал систему контроля, которая внедрена в 120 гидрохимических лабораториях. Активно занимался научными исследованиями под руководством выдающегося гидрогеохимика профессора Е. В. Посохова. Разработал концепцию комплексного экологического мониторинга г. Новочеркасска.

## Биография
Родился на Дону 15 июля 1940 года в семье горного инженера и после окончания с серебряной медалью средней школы поступил в Новочеркасский политехнический институт (НПИ).
В студенческие годы он был заседателем литературной группы и многотиражной газеты института «Кадры индустрии», в которой опубликовал более 100 заметок, репортажей, очерков и фельетонов.
Окончив с отличием НПИ в 1962 году, Анатолий Иванович по распределению поехал работать в Центральную геохимическую партию Уралгеолуправления. Здесь он активно участвует в развитии геохимических методов поиска рудных месторождений, проводит гидрогеохимическое опробование и обобщение результатов по большинству рудных месторождений Урала, становится соавтором «Прогнозной геохимической карты Урала», одной из первых подобных отечественных карт.
В 1965 году А. И. Гавришин заканчивает первые в нашей стране курсы повышения квалификации Мингео РСФСР «Математические методы и ЭВМ в геологии» и его дальнейшая научная и педагогическая деятельность тесно связана со становлением и развитием оригинального научного направления по математической геологии.
С 1971 года Гавришин по конкурсу переходит работать в НПИ: старший преподаватель, доцент (1975), профессор (1984), заведующий кафедрой геоэкологии, гидрогеологии и инженерной геологии (ГГиИГ, с 1983 года).
В 1975—1976 годах Гавришин прошёл годичную научную стажировку в Италии в Римском университете и в Институте Астрофизики. Систематически проходил повышение квалификации: в аспирантуре, в докторантуре, на курсах при Министерстве Геологии России, в Институте Физики Межпланетного Космического Пространства (Рим) и других.
Основные результаты исследований А. И. Гавришина представлены более, чем в 260 научных публикациях (в том числе 15 монографиях, учебных пособиях, брошюрах), более чем в 180 докладах на научных конференциях (36 международных: Москва, Рим, Чикаго, Хьюстон, Прага, Сайтама, Иркутск, Баку и др.). 42 работы опубликовано в соавторстве с зарубежными коллегами (итальянскими, французскими, американскими, немецкими).

## Награды и звания
- Действительный член Российской академии естественных наук (1992).
- Многократно поощрялся за трудовые и научные успехи грамотами, дипломами и премиями различных уровней.
- Награждён почётными знаками и званиями: «Ударник коммунистического труда», «Отличник разведки недр», «Заслуженный работник высшей школы РФ», «Почётный работник высшего профессионального образования РФ», «За пользу отечеству» им. Татищева, медалью «Петра I», «Пржибрам Горнорудный. (Чехословакия)», «Заслуженный профессор ЮРГТУ» и «За заслуги перед университетом».
- Президиумом РАН ему дважды присуждалась Государственная научная стипендия.